# Saravanampatti
Saravanampatti es una ciudad y nagar Panchayat situada en el distrito de Coimbatore en el estado de Tamil Nadu (India). Su población es de 32920 habitantes (2011). Se encuentra a 9 km de Coimbatore.

## Demografía
Según el censo de 2011 la población de Saravanampatti era de 32920 habitantes, de los cuales 16507 eran hombres y 16413 eran mujeres. Saravanampatti tiene una tasa media de alfabetización del 91,49%, superior a la media estatal del 80,09%: la alfabetización masculina es del 94,87%, y la alfabetización femenina del 88,10%.